# 49 بالس
بالس (أو 49 بالس وفق تسمية الكوكب الصغير) (بالإنجليزية: 49 Pales)‏ هو كويكب ضمن حزام الكويكبات؛ وهو الكويكب التاسع والأربعون من حيث ترتيب الاكتشاف.
اكتشف هيرمان غولدشميت هذا الكويكب في التاسع عشر من سبتمبر سنة 1857؛ وأسماه بالس، على اسم إحدى الآلهة وفق الأساطير الرومانية.